# Marizópolis
Marizópolis is een gemeente in de Braziliaanse deelstaat Paraíba. De gemeente telt 6.457 inwoners (schatting 2009).